# Motokano to no Jirettai Gisou Kekkon
Motokano to no Jirettai Gisou Kekkon (Nhật: 元カノとのじれったい偽装結婚 Hepburn: Kết hôn giả cùng bạn gái cũ) là loạt light novel do Nozomi Kota sáng tác và Pyon-kti minh họa. Được xuất bản bởi Media Factory dưới ấn hiệu MF Bunko J kể từ ngày 25 tháng 02 năm 2021.

## Nội dung
"Thật đấy, sao tôi lại phải cưới anh cơ chứ?"
"Câu đó để tôi nói mới phải."
Để cứu gia đình Tamaki khỏi nguy cơ bị phá sản, Isurugi Haru phải chấp nhận cuộc hôn nhân giả với người bạn thuở thơ ấu và cũng đồng thời là bạn gái cũ của mình, Tamaki Rio. Tuy rằng sống cùng nhau nhưng hai người họ đều thờ ơ với người còn lại… dù thực chất cả hai vẫn còn tình cảm với nhau.
"Ô-ôi không… Nếu Haru cứ gần mình như vậy… Cảm xúc của mình sẽ…"
"Không đời nào mình để cô ấy biết mình vẫn còn tình cảm với cổ."
Trong lúc phải giả vờ rằng cả hai không còn tình cảm gì, cảm xúc và lí trí của họ cứ thế mà lớn dần và phát triển. Đây là câu chuyện về cuộc hôn nhân giả của cặp đôi đang dần sống lại những cảm xúc của tình yêu sục sôi trong trái tim mỗi người.

## Nhân vật
Isurugi Haru (石動 晴)
Sinh viên đại học năm hai, 19 tuổi, con trai út của tập đoàn Isurugi. Để cứu gia đình Tamaki Rio, người bạn thuở nhỏ và cũng đồng thời là bạn gái cũ của mình, khỏi nguy cơ bị phá sản cậu đã tổ chức đám cưới giả với cô nàng. Dù ngoài miệng nói không nhưng thực chất trong lòng cậu vẫn còn tình cảm với cô ấy.
Tamaki Rio (玉木 理桜)
Sinh viên đại học năm ba (đúp lớp năm nhất), 21 tuổi, con gái út của công ty sản xuất bánh kẹo lâu đời Tamaki. Để cứu gia đình mình khỏi nguy cơ bị phá sản, cô đã tổ chức đám cưới giả với người bạn thuở nhỏ và cũng đồng thời là bạn trai cũ của mình, Isurugi Haru. Và dĩ nhiên, dù ngoài miệng buông lời cay đắng nhưng cô vẫn còn thầm thương trộm nhớ cậu ấy.
Isurugi Akino (石動 秋乃)
Chị dâu của Haru. Chồng cô bỏ nhà đi 2 năm trước, bỏ rơi lại cô một mình. Cô là một người phụ nữ xinh đẹp 
luôn khoác lên mình bộ Kimono truyền thống. Hiện đang làm nhân viên điều hành tại tập đoàn Isurugi. Dù trông cô rất vui vẻ với đám cưới của Haru và Rio nhưng sự thật lại không phải như vậy.
Hayashida Saeko (林田 冴子)
Hầu gái của nhà Tamaki, 29 tuổi, hiện vẫn đang độc thân. Cô như một người chị cả luôn chăm sóc cho Rio từ khi cô còn bé.

## Các chuyển thể

### Light novel
Bộ truyện do Nozomi Kota sáng tác và Pyon-kti minh họa. Được xuất bản bởi Media Factory dưới ấn hiệu MF Bunko J kể từ ngày 25 tháng 02 năm 2021.
| # | Ngày phát hành | ISBN              |
| - | -------------- | ----------------- |
| 1 | 25/02/2021     | 978-404-6-80235-4 |
| 2 | 21/07/2021     | 978-404-6-80512-6 |